# Hōrō Musuko
Hōrō Musuko (jap. 放浪息子) ist eine Mangaserie von Takako Shimura, die von 2002 bis 2013 in Japan erschien. Das Drama wurde als Anime-Fernsehserie adaptiert und begleitet mehrere transgender Jugendliche durch ihre Pubertät. Manga und Anime wurden international auch als Wandering Son bekannt.

## Inhalt
Als Shuichi Nitori (二鳥 修一) in eine neue Schule und in die fünfte Klasse kommt, wird er zunächst mit seiner älteren Schwester aus der Sechsten verwechselt. Der von vielen als mädchenhaft wahrgenommene Shuichi freundet sich schnell mit seiner Banknachbarin Yoshino Takatsuki (高槻 よしの) an, die im Gegensatz zu ihm sehr maskulin wirkt. Da sie sich so schnell gut verstehen, gestehen sie sich bald gegenseitig, dass sie sich eigentlich dem jeweils anderen Geschlecht zugehörig fühlen. Sie wollen sich gegenseitig darin unterstützen und auch ihre Freundinnen Saori Chiba (千葉 さおり) und Kanako Sasa (佐々 かなこ) unterstützen sie und nennen Shuichi nur noch Shu. in der sechsten Klasse trifft Shu dann erstmals einen anderen Schüler, der ebenso fühlt wie Shu: Makoto Ariga (有賀 誠). Über die Probleme und Sorgen, die sie teilen, freunden sich die beiden schnell an.

## Veröffentlichung
Der Manga wurde von November 2002 bis Juli 2013 im Magazin Comic Beam veröffentlicht. Dessen Verlag Enterbrain brachte die Kapitel auch gesammelt in 15 Bänden heraus. Die Sammelbände erreichten bis 2013 eine gemeinsame Auflage von über 1 Million Exemplaren in Japan. Eine englische Übersetzung erschien bei Fantagraphics Books, eine chinesische bei Ever Glory Publishing.

## Adaption als Anime
Bei Studio AIC entstand unter der Regie von Ei Aoki eine elfteilige Adaption des Mangas als Anime für das japanische Fernsehen. Das Drehbuch schrieb Mari Okada und die künstlerische Leitung lag bei Akira Itō. Ryuichi Makino entwarf die Charakterdesigns und leitete die Animationsarbeiten. Für den Ton war Jin Aketagawa verantwortlich und als Produzenten fungierten Jiyū Ōgi, Makoto Kimura und Shunsuke Saito.
Die je 23 Minuten langen Folgen wurden vom 13. Januar bis 31. März 2011 von Fuji TV im Programmblock noitaminA ausgestrahlt. Um einige Tage versetzt erfolgte die Ausstrahlung bei BS Fuji, Kansai TV und Tokai TV. Die Plattform Crunchyroll veröffentlichte die Serie mit englischen Untertiteln per Streaming.

### Synchronisation
| Rolle             | japanische Stimme (Seiyū) |
| ----------------- | ------------------------- |
| Yoshino Takatsuki | Asami Seto                |
| Shuichi Nitori    | Kosuke Hatakeyama         |
| Saori Chiba       | Yūka Nanri                |
| Kanako Sasa       | Yoshino Nanjō             |
| Makoto Ariga      | Yūichi Iguchi             |
| Chizuru Sarashina | Saeko Chiba               |
| Momoko Shirai     | Aki Toyosaki              |

### Musik
Die Musik der Serie stammt von der Gruppe MoNACA, bestehend aus Keiichi Okabe und Satoru Kōsaki. Das Vorspannlied ist Itsudatte. (いつだって。) von Daisuke und der Abspann ist unterlegt mit dem Lied For You von Rie Fu.